# Sierra de Peñamayor
La Sierra de Peñamayor es perceptible desde un amplio radio de observación de la zona central asturiana. La Sierra de Peñamayor se eleva hasta alcanzar los 1293m. en el pico “Triguero”, convirtiéndose en un conjunto de inestimable valor paisajístico en el que encontraremos foces labradas por la lenta erosión del agua en la piedra caliza, así como manchas boscosas de especies caducifolias como el roble, el castaño o el haya acompañadas de tejos y acebos, en las que la fauna silvestre como el alimoche, jabalí o el corzo convive con el ganado que se nutre de los ricos pastos de las laderas de esta sierra.
La sierra debe su nombre al Pico Peñamayor que tiene una altitud de 1149m. y se encuentra situado en los concejos de Bimenes y Nava. En las laderas de este pico nace el Río Pra, tributario del Río Piloña, que a su vez desemboca en el Río Sella, en Arriondas.
La sierra se reparte entre los concejos asturianos de Bimenes, Laviana, Nava y Piloña.